# Sorimachi Kazuki
Kazuki Sorimachi (sinh ngày 11 tháng 8 năm 1987) là một cầu thủ bóng đá người Nhật Bản.

## Sự nghiệp câu lạc bộ
Kazuki Sorimachi đã từng chơi cho Thespa Kusatsu.